# Nguyễn Văn Trì
Nguyễn Văn Trì (sinh ngày 1 tháng 9 năm 1962) là một chính trị gia người Việt Nam. Ông nguyên là Phó Bí thư Tỉnh ủy, Chủ tịch Ủy ban nhân dân tỉnh Vĩnh Phúc khóa 16 nhiệm kì 2016-2021. Ông từng là Chủ tịch Ủy ban nhân dân tỉnh Vĩnh Phúc khóa 15 nhiệm kì 2011-2016, đại biểu Quốc hội Việt Nam khóa XI nhiệm kì 2002-2007, thuộc đoàn đại biểu Vĩnh Phúc.

## Xuất thân
Nguyễn Văn Trì sinh ngày 1 tháng 9 năm 1962, người dân tộc Kinh, quê quán tại xã Vĩnh Sơn, huyện Vĩnh Tường, tỉnh Vĩnh Phúc.

## Giáo dục
Ông có bằng cử nhân kinh tế và thạc sĩ chính trị.

## Sự nghiệp
Từ 2002 đến 2007, Nguyễn Văn Trì là đại biểu Quốc hội Việt Nam khóa XI, thuộc đoàn đại biểu Vĩnh Phúc, ông đồng thời là Ủy viên Ủy ban Văn hoá, Giáo dục, Thanh niên, Thiếu niên và Nhi đồng của Quốc hội khóa 11, Phó Trưởng Đoàn Đại biểu Quốc hội tỉnh Vĩnh Phúc.
Từ tháng 11-1997 đến tháng 10/2002: Tỉnh ủy Viên, Bí thư Tỉnh đoàn Vĩnh Phúc.
Từ tháng 11-2002 đến tháng 3-2007:Tỉnh ủy viên, Phó trưởng Đoàn ĐBQH  tỉnh Vĩnh Phúc.
Từ tháng 3-2007 đến tháng 7-2007: Tỉnh ủy viên, Bí thư Huyện ủy Tam Đảo, Phó Trưởng Đoàn ĐBQH tỉnh Vĩnh Phúc.
Từ tháng 8/2007 đến tháng 6/2008L Tỉnh ủy viên, Bí thư Huyện ủy Tam Đảo.
Từ tháng 7/2008 đến 9/2010: Tỉnh ủy viên, Giám đốc Sở Khoa học & Công nghệ tỉnh Vĩnh Phúc.
Từ tháng 10/2010 đến tháng 6/2011: Ủy viên Ban Thường vụ Tỉnh ủy, Giám đốc Sở Khoa học và Công nghệ tỉnh Vĩnh Phúc.
Từ tháng 7/2011 đến tháng 8/2015; Ủy viên Ban Thường vụ Tỉnh ủy, Phó Chủ tịch Thường trực HĐND tỉnh Vĩnh Phúc.
Từ tháng 8/2015 đến tháng 9/2015: Phó Bí thư Tỉnh ủy, Phó Chủ tịch Thường trực HĐND tỉnh Vĩnh Phúc.
Ngày 28/9/2015, ông được bầu giữ chức Chủ tịch UBND tỉnh Vĩnh Phúc nhiệm kỳ 2011-2016.